# Haagbeuksnavelkogeltje
Het haagbeuksnavelkogeltje (Gnomonia carpinicola) is een schimmel behorend tot de familie Gnomoniaceae. Hij komt voor in loofbossen. Hij is bekend van Carpinus.

## Determinatie
De peritheciën zijn tot 200 μm in diameter met 2–3 halzen die aan beide zijden van een blad openen. De ascosporen hebben een submediaan septum en meten 12–15 × 2,7–4 μm.

## Verspreiding
In Nederland komt het haagbeuksnavelkogeltje uiterst zeldzaam voor.